# Totenkopf (Haardt)
Der Totenkopf im südlichen Teil des Gebirgszugs der Haardt am Ostrand des Pfälzerwalds in Rheinland-Pfalz ist ein 513,7 m ü. NHN gelegener Gebirgspass, über den von West nach Ost die Totenkopfstraße (Landesstraße 514) führt und an dessen Passhöhe die Totenkopfhütte steht.

## Geographie
Der Bergsattel liegt auf der Waldgemarkung von Maikammer zwischen dem Rotsohlberg (607,1 m) im Südsüdosten und der Oberscheid (582,3 m) im Nordosten. 2,5 km östlich erhebt sich die 672,6 m hohe Kalmit, der höchste Berg der Haardt und des gesamten Pfälzerwalds.
Über den Totenkopf führt die 13,6 km lange Totenkopfstraße, die den Weiler Breitenstein im Nordwesten mit der Ortsgemeinde St. Martin im Südosten verbindet. Die Passhöhe liegt in der Streckenmitte. 1,5 km östlich des Totenkopfs quert die Totenkopfstraße einen weiteren Gebirgspass, die Hüttenhohl (476,9 m). Dort mündet die Landesstraße 515 von Maikammer im Osten her ein.

## Geschichte

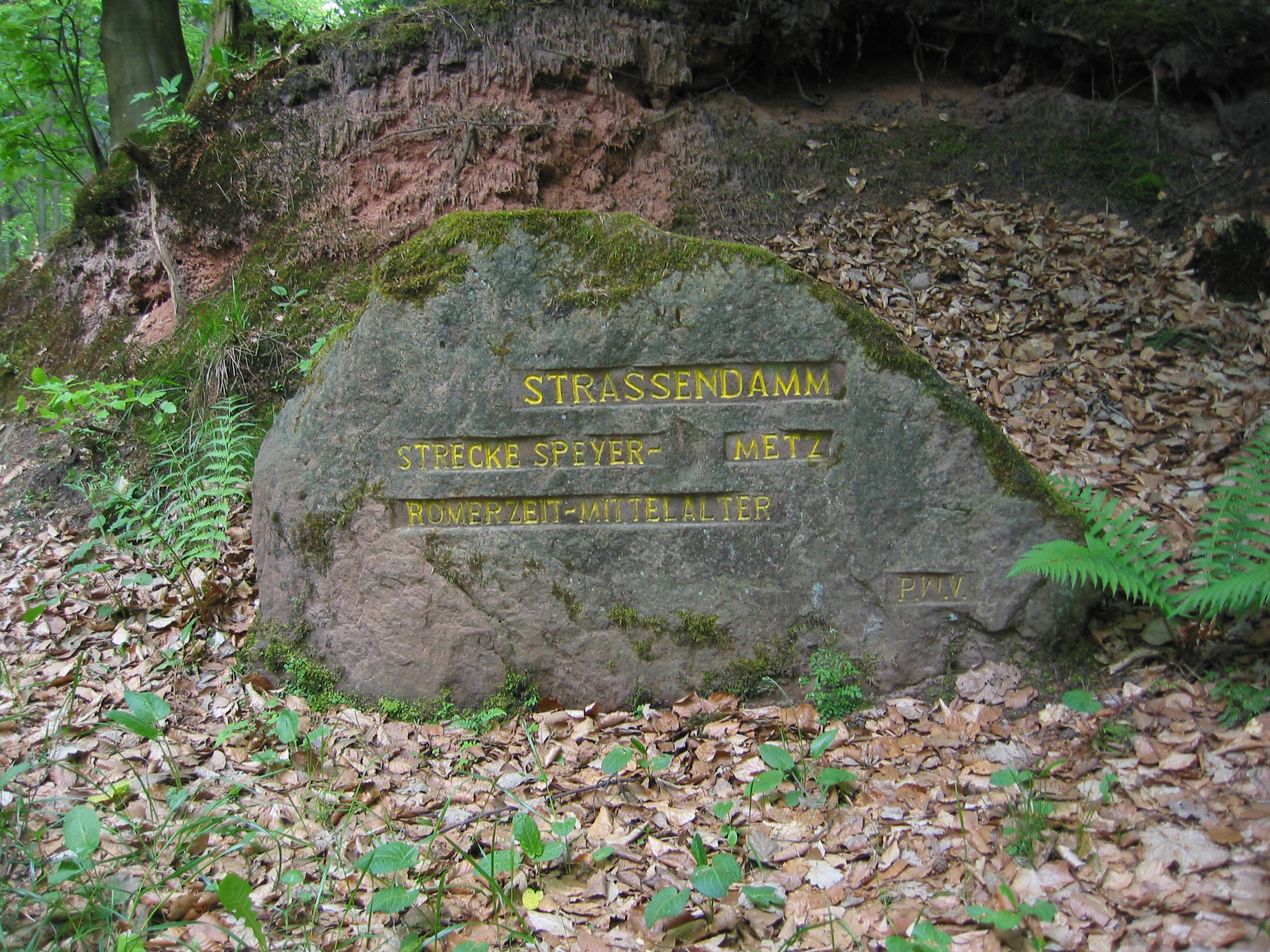
Ritterstein 246 gegenüber dem Totenkopfhaus

Der Name Totenkopf weist darauf hin, dass dort in einem früher entdeckten Hügelgrab am Rande einer Römerstraße ein Schädel gefunden wurde. Die Römerstraße verband einst Noviomagus Nemetum, den Siedlungsvorläufer der heute pfälzischen Stadt Speyer, mit dem später lothringischen Metz, das zur Römerzeit Divodurum Mediomatricorum hieß. Im Bereich der Passhöhe ist der Straßendamm teilweise erhalten und mit dem Ritterstein 246 markiert.
In der Gegend des Totenkopfs verübten Anfang der 1960er Jahre Bernhard Kimmel und die nach ihm benannte Bande jugendlicher Krimineller zahlreiche Straftaten, die schließlich in einem Mord an der nicht weit entfernten Hellerhütte gipfelten.

## Tourismus und Wandern

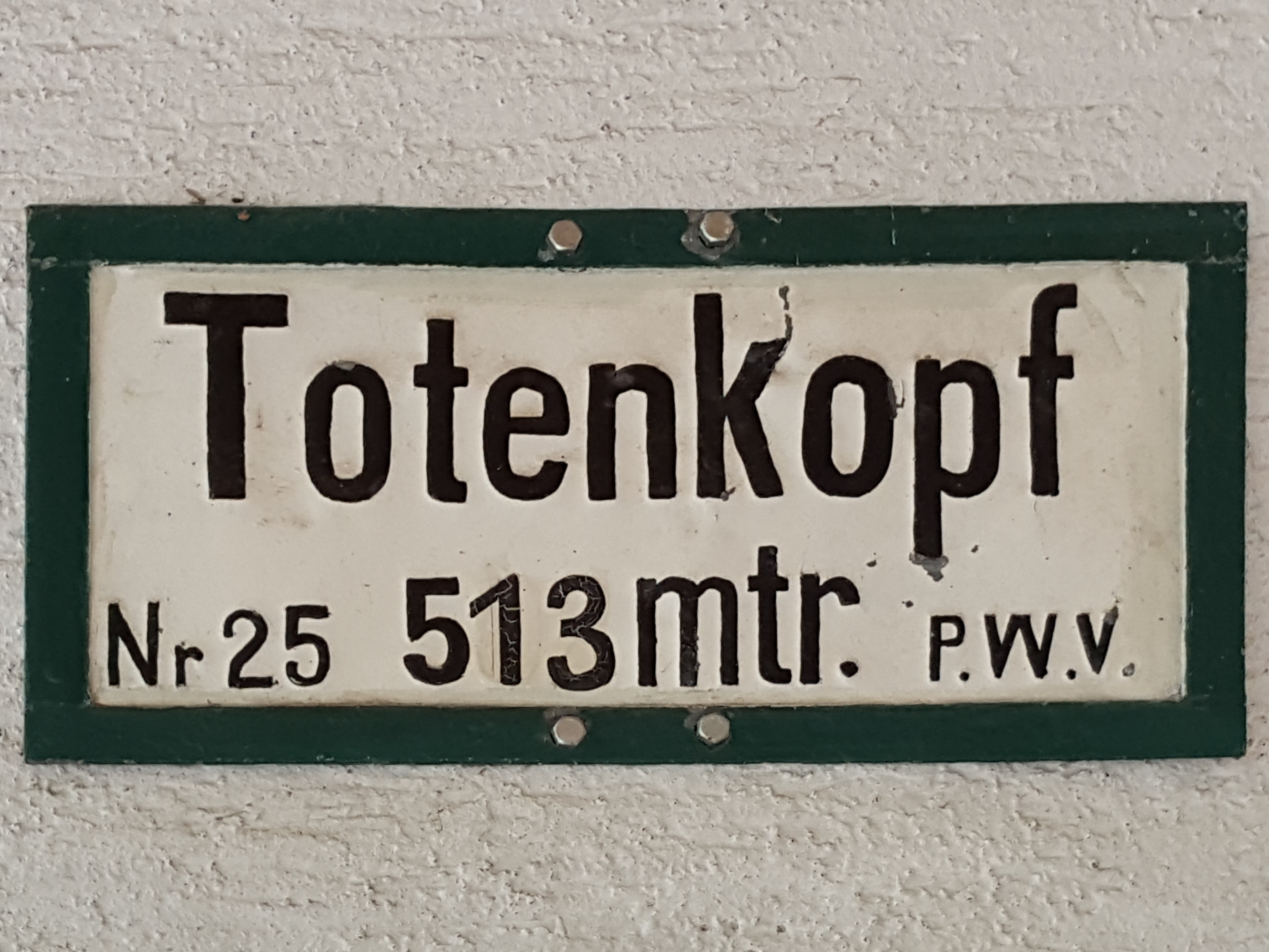
Schild des Pfälzerwald-Vereins an der Totenkopfhütte

Die Totenkopfstraße ist eine beliebte Ausflugsroute. An der Passhöhe steht die Totenkopfhütte, eine Schutzhütte des Pfälzerwald-Vereins (PWV) mit 180 Sitzplätzen innen. Sie wurde 1966 durch die PWV-Ortsgruppe Maikammer übernommen, die sie seither bewirtschaftet. Das gemauerte Gebäudeensemble besteht aus einem zweistöckigen Haupthaus mit zwei eineinhalbstöckigen Erweiterungsbauten.
Bei der Hütte gibt es zwei Wandererparkplätze. Am Totenkopf kreuzen sich einige der Wanderwege im Pfälzerwald, so dass die Wegspinne als Ausgangspunkt für Wanderungen in verschiedene Richtungen dienen kann.
| Erfenstein                                                     | Hellerplatz Hellerhütte         | Kaltenbrunner Tal Kaltenbrunner Hütte |
| Argenbachtal Totenkopfstraße Breitenstein (Esthal) Helmbachtal |                                 | Totenkopfstraße Hüttenhohl            |
|                                                                | St. Martiner Fronbaum Lolosruhe |                                       |